# Jean-Henri d’Anglebert

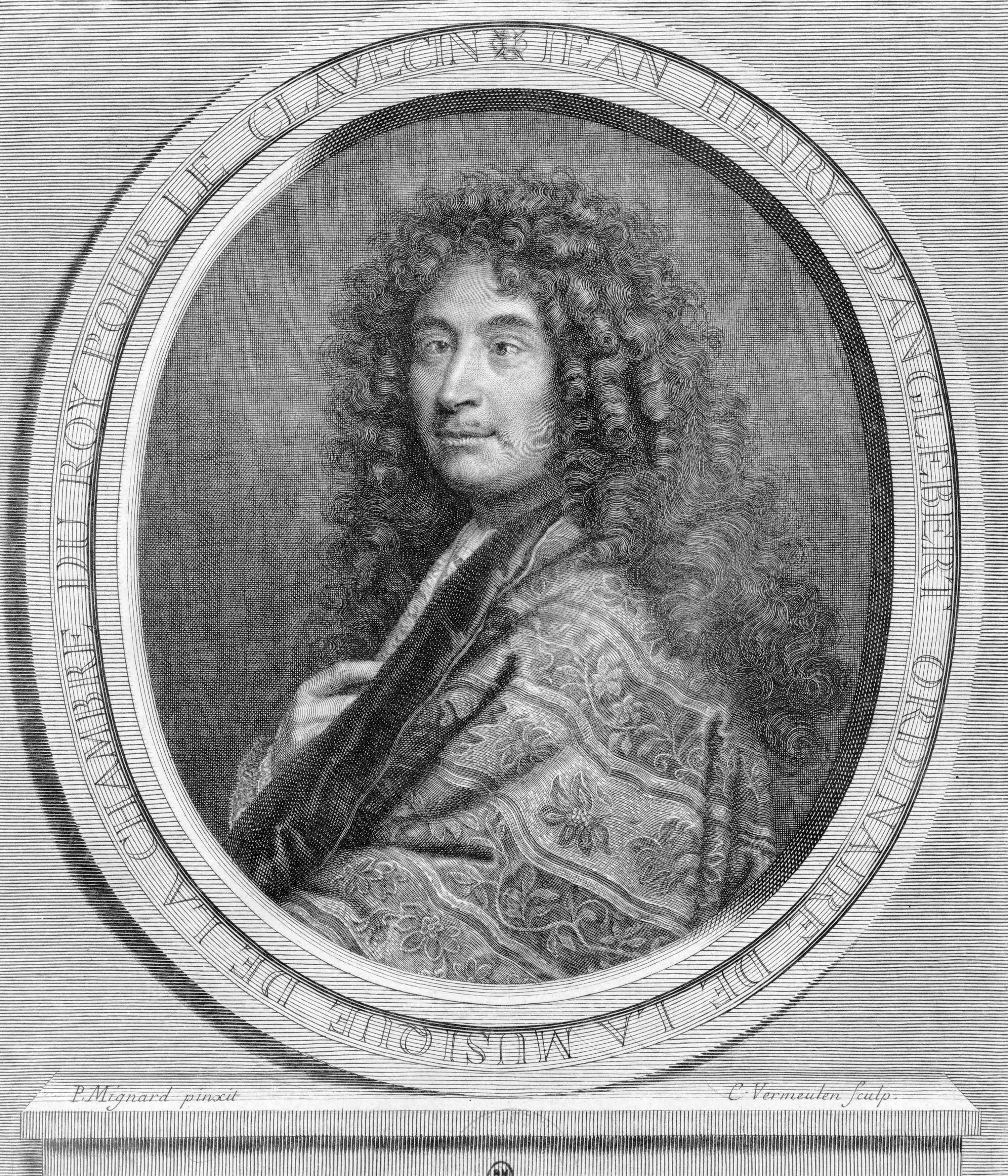
Jean-Henri d’Anglebert

Jean-Henri d’Anglebert (* um 1. April 1629 in Bar-le-Duc, Département Meuse; † 23. April 1691 in Paris) war ein französischer Komponist, Cembalist und Organist.

## Leben
Jean-Henri d’Angleberts Vater Claude Henry dit Anglebert war Schuhmacher in Bar-le-Duc. Über Jean-Henris frühe musikalische Ausbildung ist nichts bekannt, ebenso wenig darüber, wie er nach Paris kam. Man vermutet, dass er ein Schüler von Jacques Champion de Chambonnières war. Die Tatsache, dass eines seiner schönsten Stücke das Tombeau für Chambonnières ist, lässt Freundschaft und hohe Achtung ahnen. Ein Notenmanuskript, das Einträge in d’Angleberts Handschrift und solche von Louis Couperin und eventuell auch von Chambonnières enthält, lässt eine enge Zusammenarbeit mit den führenden Mitgliedern der französischen Cembaloschule der 1650er Jahre vermuten.
Jean-Henri d’Angleberts erste Spur in Paris ist der Ehevertrag mit Magdelaine Champagne (11. Oktober 1659), Schwägerin des Goldschmieds und Organisten François Roberday. Darin wird er als Bürger von Paris beschrieben. Zu den Trauzeugen gehörte neben Roberday auch Joseph de la Barre, Organist der königlichen Kapelle. D’Anglebert und seine Frau hatten miteinander zehn Kinder, die zwischen 1660 und 1683 geboren wurden, und bis auf ein oder zwei Ausnahmen alle das Erwachsenenalter erreichten und ihn um viele Jahre überlebten. Unter den Taufpaten seiner Kinder waren zahlreiche Mitglieder des Hofes, u. a. Jean-Baptiste Lully und Alexandre Bontemps, der persönliche Kammerdiener Ludwigs XIV.
Wahrscheinlich war d’Angleberts erste berufliche Anstellung die eines Organisten bei den Jakobinern der Rue Saint-Honoré, als diese mit dem Orgelbauer Etienne Enocq (26. Januar 1660) wegen einer neuen Orgel verhandelten.
Im August 1660 übernahm er als Nachfolger Henry Du Monts das Amt des Organisten bei Philippe d’Orléans, dem Bruder Ludwigs XIV. Diese Position hatte er bis mindestens 1668 inne. Am 23. Oktober 1662 kaufte d’Anglebert von Chambonnières dessen Hof-Amt des joueur d’espinette für 2000 Livres; Chambonnières blieb jedoch offiziell Träger des Amtes und bewahrte sich eine Pension von jährlich 1800 Livres bis zu seinem Tod im Jahr 1672. Am 25. August 1668 verpflichtete sich d’Anglebert in einem weiteren Abkommen mit Chambonnières für dessen Amt als königlicher porte-épinette („Cembaloträger“), die Kosten für den Transport des Cembalos zu übernehmen „… wo es für den Dienst seiner Majestät nötig ist …“. Erst nach dem Tode Chambonnières’ übernahm d’Anglebert offiziell das Amt als Cembalist am Hofe Ludwigs des XIV. Diese Stellung übergab er bereits zwei Jahre später (1674) offiziell seinem ältesten Sohn Jean-Baptiste Henry (1661–1735), der zu dieser Zeit erst 13 Jahre alt war.
In Versailles arbeitete d’Anglebert mit Jean-Baptiste Lully zusammen, aus dessen Opern und Ballets er zahlreiche Ouvertüren, Airs und Tänze für Cembalo bearbeitete. Diese veröffentlichte er zusammen mit vier eigenen Suiten und einigen Vaudevilles in seinen Pièces de clavecin … , Livre Premier (Paris 1689). Die Sammlung enthält auch ein Kyrie und fünf kurze Fugen (über das gleiche Thema) für Orgel, und außerdem die umfangreichste Tabelle von Verzierungen, die je veröffentlicht wurde (29 verschiedene Triller, Mordente, Vorhalte, Doppelschläge, Arpeggien etc.). Der Komponist kündigte im Vorwort zu seinen Pièces de clavecin einen zweiten Band mit Stücken in anderen Tonarten an, dieses Vorhaben wurde jedoch durch seinen Tod am 23. April 1691 verhindert.
Er wurde am nächsten Tag in Saint-Roch begraben und hinterließ fünf minderjährige Kinder.
Bei seinem Tod besaß d’Anglebert vier Instrumente: Zwei Cembali mit drei Registern (vermutl. 8’, 8’, 4’), von denen eines einfach, und das andere „… innen und außen bemalt …“ war. Außerdem eine kleinere espinette mit zwei Registern, „… auf chinesische Art bemalt …“. Das letzte Instrument war „… ein kleines Cembalo aus Flandern von Ruckers …“. Das letztere war einmanualig und hatte zwei Register, vermutlich die typische 8’4’-Disposition der Ruckers-Instrumente.

## Musik und Bedeutung
D’Anglebert wird von einigen als wichtigster französischer Clavecinist vor François Couperin (1668–1733) bewundert; es soll jedoch nicht verschwiegen werden, dass die extreme Fülle an Verzierungen in seinen Werken nicht allen (modernen) Geistern behagt, und dass seine Musik für heutige Cembalo-Anfänger, die mit französischer Barockmusik noch gar nicht vertraut sind, nicht besonders zum Einstieg geeignet ist.
Neben dem extrem sorgfältig vorbereiteten Druck der Pièces de clavecin von 1689 mit Suiten in den Tonarten G-Dur, g-Moll, d-Moll und D-Dur, existieren einige Manuskripte mit einzelnen Werken von d’Anglebert. Das bedeutendste davon ist in der Bibliothèque Nationale de France in Paris das Manuskript Rés 89ter. Dieses überliefert neben einigen der veröffentlichten Stücke von 1689 weitere Werke von d’Anglebert in den Tonarten C-Dur und a-Moll, dazu d’Angleberts Versionen und Doubles von Werken Chambonnières’, Louis Couperins und Étienne Richards; außerdem zahlreiche Cembalo-Transkriptionen von Werken französischer Lautenisten wie Ennemond Gaultier „Le Vieux“, Mézangeau, Pinel, eine Sarabande von Marin Marais, sowie Stücke aus Jean-Baptiste Lullys Tragédies lyriques Isis, Thésée und Xerxès – vermutlich alle von der Hand d’Angleberts. Ein Vergleich von Ms Rés 89ter mit dem Druck von 1689 hilft außerdem kleine Unklarheiten oder Missverständnisse bezüglich einiger Verzierungen auszuräumen, da im Manuskript manche Verzierungen ausgeschrieben sind und direkt im musikalischen Kontext erscheinen.
D’Angleberts Cembalowerke sind eine Weiterentwicklung vor allem der eleganten Musik von Chambonnières und Louis Couperin. Wie die zahlreichen überlieferten Transkriptionen von seiner Hand ahnen lassen, entwickelte er seinen persönlichen Stil auch unter bewusster Einbeziehung von Elementen der französischen Lautenmusik, zu der es ohnehin bereits Bezüge in der Cembalomusik seiner Vorgänger gab. Ein weiterer nicht zu unterschätzender Einfluss besonders in melodischer und harmonischer Hinsicht ist auch Jean-Baptiste Lully, mit dem eine jahrelange musikalische Kooperation bestand, und der auch Pate seines ältesten Sohnes war.
Aus diesen verschiedenen Elementen kreierte d’Anglebert einen Cembalo-Stil, der an rauschender Klangfülle, glitzernder Pracht und unerhörtem Verzierungsprunk nicht mehr zu überbieten ist. Dazu kommt eine große und ausgefeilte Eleganz und Weichheit der Melodik und Stimmführung und in seinen besten Werken auch große Ausdruckskraft. D’Anglebert schöpfte auch bisweilen die Ressourcen der tiefen Oktave des Cembalos besonders effektiv aus (bis GG). Man könnte sagen, dass sich in d’Angleberts Musik der märchenhafte Prunk und Reichtum des französischen Hofes und von Versailles, und die Regierungszeit des Sonnenkönigs Ludwigs XIV. auf ihrem absoluten, triumphalen Zenit widerspiegeln.
D’Anglebert verwendete in seinen Suiten neben dem einleitenden Prélude non mésuré die typischen Tanzformen seiner Zeit wie Allemande, Courante, Sarabande und Gigue. Wie auch schon bei Chambonnières, Louis Couperin, Jacques Hardel, Lebègue (1676) u. a. fällt eine besondere Vorliebe für die Courante auf: Zwei Suiten (G-Dur, g-Moll) von 1689 bringen drei Couranten nacheinander, die anderen beiden zwei Couranten, teilweise mit Double. Diese traditionellen Grundtänze werden ergänzt durch die auch von Lully in seinen Bühnenwerken ausgiebig verwendeten modernen Galanterien wie Gavotte und Menuet, und durch Chaconne und Passacaille. D’Anglebert ist vermutlich der letzte Komponist, der Gaillarden komponierte, die bei ihm immer zwischen Gigue und Chaconne bzw. Gavotte platziert werden. Stilistisch folgen sie Chambonnières’ Gaillarden, sind jedoch noch langsamer, von feierlich-gemessenem, dabei poetischem Wesen (in 3/2) mit besonders raffiniertem, blumigem Verzierungswerk. Auch sein Tombeau de Mr. de Chambonnieres ist formal eine solche Gaillarde, aber in einem besonders langsamen Tempo („fort lentement“).
Eine nicht eindeutig gelöste Frage ist, ob seine Transkriptionen von Lully und die kleinen, oft reizvollen „Vaudevilles“ mit seinen eigenen Stücken zu Suiten kombiniert wurden, oder ganz für sich stehen. Diese lange Zeit völlig vernachlässigten oder sogar abgelehnten Transkriptionen werden seit einiger Zeit wieder gespielt, aber normalerweise zu eigenen Suiten zusammengefasst. Die Reihenfolge einer Suite in C im obengenannten Manuscript Rés 89ter mischt allerdings kunterbunt eigene Werke d’Angleberts mit solchen seiner Kollegen, und den von ihm komponierten Doubles, sowie von Transkriptionen. Die zeitgenössische Aufführungspraxis war also vermutlich bunter und weniger streng als die heutige.
Von besonderer Bedeutung sind d’Angleberts 1689 veröffentlichte Préludes non mesurés für Verständnis und Aufführungspraxis dieser Gattung (abgesehen von ihrer Schönheit und Ausdruckskraft). Vor ihm versuchten zwar bereits Nicolas Lebègue (1631–1702) in seinen Pièces de clavecin von 1676, und die viel jüngere Élisabeth Jacquet de la Guerre (1665–1729) in ihrem Premier Livre von 1687, ihre Préludes etwas deutlicher und auch für Laien verständlich aufzuschreiben als die von Louis Couperin überlieferten Werke. Trotzdem gebührt d’Anglebert ein besonderes Verdienst und Anerkennung für die Art und Weise, wie er seine Préludes im Druck von 1689 notierte. Interessant und erhellend ist auch ein Vergleich zu einigen handschriftlich überlieferten Préludes im Ms Rés 89ter, die dort in weißer Notation geschrieben sind wie diejenigen von Louis Couperin.
Am Ende seiner Pièces de clavecin von 1689 gibt d’Anglebert auch einige kurze, aber wertvolle Hinweise für das Generalbassspiel („Principes de l’Accompagnement“).

## Noten

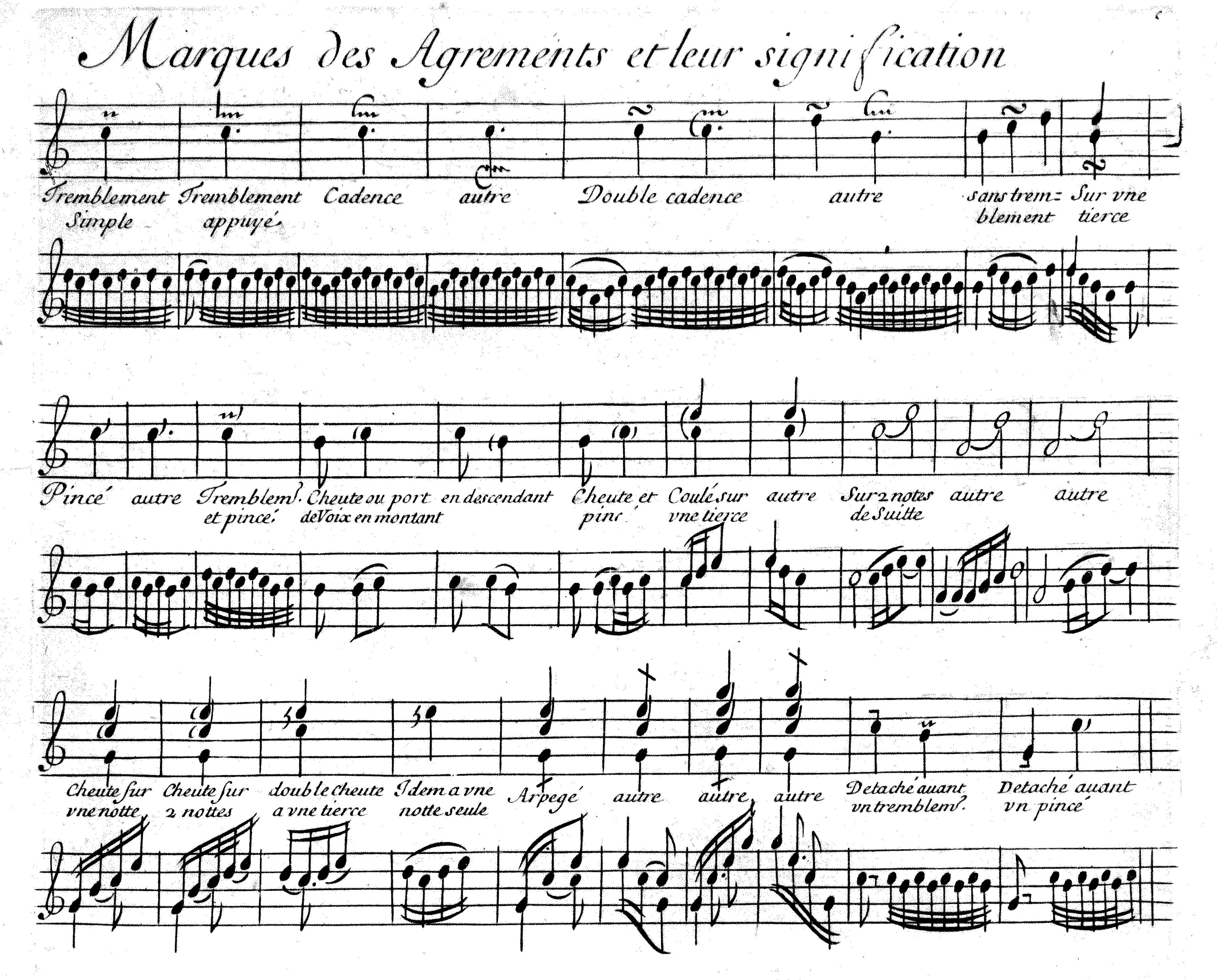
Verzierungstabelle aus d’Angleberts Pièces de clavecin (Paris, 1689)

- Pièces de clavessin. Performers’ Facsimiles, New York 2002 (Nachdruck der Ausgabe Amsterdam 1704).
- Jean-Henry d’Anglebert, Pièces de clavecin – Édition de 1689. Facsimile, publ. sous la dir. de J. Saint-Arroman. Édition J. M. Fuzeau, Courlay 1999.
- Manuscrit Rés. 89 ter, Pièces de clavecin: D’Anglebert – Chambonnières – Louis Couperin – Transcriptions de pièces pour luth, Facsimile, publ. sous la dir. de J. Saint-Arroman.Édition J. M. Fuzeau, Courlay 1999. (= Zweiter Band der D’Anglebert-Gesamtausgabe der Édition Fuzeau).
- Manuscrit Bauyn, première partie: Pièces de clavecin de Jacques Champion de Chambonnières, deuxième Partie: Pièces de clavecin de Louis Couperin, troisième Partie: Pièces de clavecin de divers auteurs, Facsimile, prés. par Bertrand Porot. Édition J. M. Fuzeau, Courlay 2006.
- Jacques Champion de Chambonnières, Les Pièces de clavessin, Vol. I & II, Facsimile of the 1670 Paris Edition. Broude Brothers, New York 1967.
- Élisabeth Jacquet de la Guerre, Les Pièces de clavecin, Premier Livre, Paris (s. d. = 1687), Facsimile, publ. sous la dir. de J. Saint-Arroman. Édition J. M. Fuzeau, Courlay 1997.
- Nicolas-Antoine Lebègue, Pièces de clavecin, Premier Livre, 1677, Facsimile, publ. sous la dir. de J. Saint-Arroman. Édition J. M. Fuzeau, Courlay 1995.